# Psychologieunterricht
Psychologieunterricht ist die institutionalisierte Vermittlung psychologischer Kompetenzen bzw. psychologischen Wissens. Der Begriff wird primär für die Institution Schule gebraucht; für Hochschulen spricht man vom Psychologiestudium. Psychologieunterricht ist in Deutschland in verschiedener Weise an der beruflichen Bildung beteiligt und kann ein Wahlfach der Oberstufe allgemeinbildender Schulen sein. In Österreich ist die Kombination von Philosophie und Psychologie in der 11. Schulstufe ein Pflichtfach und gemeinsam mit der Philosophie ein Prüfungsfach der Matura. Außerdem wird das Fach im berufsbildenden Bereich angeboten. In der Schweiz gibt es der gymnasialen Oberstufe das Schwerpunktfach „Philosophie/Pädagogik/Psychologie“ und das Ergänzungsfach „Pädagogik/Psychologie“.
Wie jeglicher Fachunterricht basiert der Psychologieunterricht auf curricularen Vorgaben bzw. Lehrplänen. Ein weiterer Bezug besteht zur Allgemeinen Didaktik und zur Psychologiedidaktik. Für die konkrete Unterrichtsplanung einer Unterrichtseinheit oder -stunde kommen Lehr-Lern-Methoden hinzu.

## Ziele des Psychologieunterrichts
Wie jeder Unterricht ist auch der Psychologieunterricht den Bildungszielen der Schule und der jeweiligen Schulart bzw. Schulstufe verpflichtet. Er beruht auf der Wissenschaft Psychologie.
In der beruflichen Bildung leistet das Fach Psychologie vor allem spezifische Beiträge zu beruflichen Kompetenzen, hat im beruflichen Gymnasium aber auch wissenschaftpropädeutische und allgemeinbildende Aufgaben.
Für den Oberstufenunterricht an Gymnasien und Gesamtschulen sind Wissenschaftspropädeutik und Persönlichkeitsentwicklung leitende Aufgaben des Psychologieunterrichts. Eine spezifische Aufgabe ist dem Kernlehrplan NRW zufolge die Entwicklung einer reflektierten psychologischen Kompetenz. Wie alle Fächer des gesellschaftswissenschaftlichen Aufgabenfeldes soll der Psychologieunterricht zur Entwicklung eigener Identität und zur Fähigkeit selbständiger Urteilsbildung beitragen, die wiederum, ebenfalls dem Kernlehrplan zufolge, instrumentell „für das Wahrnehmen eigener Lebenschancen sowie für eine reflektierte Auseinandersetzung mit unterschiedlichen Lebenswirklichkeiten“. Psychologische Kompetenzen leisten dabei auch einen Beitrag zur Allgemeinbildung.
In der Psychologiedidaktik werden die Ziele des Psychologieunterrichts auch unter dem Begriff der psychologischen Bildung, oft in der englischen Form als psychological literacy, diskutiert (Geiss, Fraissl, Nolting).
Leitende Gesichtspunkte des Psychologieunterrichts sind dem Verband der Psychologielehrerinnen und -lehrer zufolge Wissenschaftsorientierung sowie Alltags-, Erfahrungs- und Handlungsorientierung.

## Geschichte und Verbreitung
Psychologie zählt in Deutschland nicht als Hauptfach des Schulunterrichts. Es wurde für Gymnasien und Gesamtschulen im Rahmen der Oberstufenreform von 1972 neu eingerichtet, als auf ein Kurssystem mit weitgehenden Spezialisierungsmöglichkeiten für Schüler umgestellt wurde. Dieses Kurssystem sollte besser auf das Hochschulstudium vorbereiten. Während die Spezialisierungsmöglichkeiten, vor allem die Abwahl von Hauptfächern, in vielen (alten) Bundesländern wieder eingeschränkt wurden, hat sich der Psychologieunterricht vielerorts gehalten.
Stand Ende 2023 kann man Psychologie in den Bundesländern Baden-Württemberg, Bayern, Berlin, Brandenburg, Bremen, Hamburg Mecklenburg-Vorpommern, Nordrhein-Westfalen, Sachsen-Anhalt und Schleswig-Holstein als Wahlfach wählen; es wird aber nur von einem recht kleinen Teil der Schulen angeboten. So boten 2015 von den knapp 1000 nordrhein-westfälischen Gesamtschulen und Gymnasien lediglich 31 Schulen das Fach Psychologie an. In Baden-Württemberg kann das Fach zwar an 143 Schulen in den letzten zwei Jahren der Oberstufe (Kursphase) gewählt werden, dies aber nur ein Jahr lang und in kleinem Stundenumfang. In Niedersachsen kann das Fach auf Wunsch von Schulen eingerichtet werden. An der beruflichen Bildung ist das Fach Psychologie in allen Bundesländern bis auf Thüringen und in vielen Schulen beteiligt.
Nur Berlin bietet Psychologieunterricht als Wahlpflichtfach in der Sekundarstufe I an.
Ein Lehramtsstudium mit dem Unterrichtsfach Psychologie war seit 1983 an der Universität Duisburg möglich (inzwischen eingestellt); derzeit wird es an der TU Dortmund sowie der Universität Paderborn angeboten. In Österreich kann das Doppelfach Philosophie/Psychologie an der Paris Lodron Universität Salzburg und der Universität Graz studiert werden.

## Psychologiedidaktik
Die Psychologiedidaktik umfasst das schulische ebenso wie das hochschulische Lernen. Für den Schulunterricht liegen verschiedene didaktische Ansätze vor, die größtenteils von Lehrkräften entwickelt wurden. Daneben nimmt die Psychologiedidaktik auch Bezug auf die Allgemeine Didaktik sowie pädagogisch-psychologische Erkenntnisse zu Lern- und Lehrprozessen sowie deren Bedingungen (Lehr-/Lern-Forschung).

## Fachliche Inhalte und methodische Kompetenzen
Für den Psychologieunterricht sind bislang keine Bildungsstandards formuliert worden. Auf Veranlassung der Kultusministerkonferenz existieren seit einem Beschluss vom 1. Dezember 1989 aber einheitliche Prüfungsstandards in der Abiturprüfung, die von den Bundesländern seit spätestens 2010 umgesetzt werden müssen. Ihnen zufolge wird die Auseinandersetzung mit fachlichen Inhalten und Methoden der Psychologie in drei Dimensionen organisiert. Die erste Dimension bilden die paradigmatischen Grundkonzepte der Psychologie (Tiefenpsychologie, Behaviorismus, Ganzheitspsychologie, Psychobiologie und Kognitivismus). Die zweite Dimension sind die Subdisziplinen oder Teilfächer der Psychologie (Grundlagen- und Anwendungsdisziplinen). Aus Konkretisierungen dieser beiden Dimensionen ergibt sich auch die inhaltliche Obligatorik. Die dritte Dimension bildet der Alltags- und Erfahrungsbezug, d. h. die konkrete Anwendbarkeit des Wissens auf Erleben und Verhalten mit ihren Auswirkungen auf Selbst- und Sozialkompetenz.
Als Erwerb systematischen psychologischen Wissens werden benannt
1. Grundlegendes Wissen erwerben
2. Sachbereiche der Psychologie selbstständig erschließen
3. Psychologisches Wissen vernetzen
4. Praktische Anwendung psychologischen Wissens
5. Bewertung psychologischen Wissens
6. Psychologisches Wissen kommunizieren

Zu den fachlichen Inhalten gehören alle Paradigmen der Psychologie. Verbindliche Aspekte bei ihrer Behandlung sind (jeweils typische) Forschungsgegenstände, Erklärungsmodelle und Theorien, Forschungsmethoden, Menschenbild und ideengeschichtliche Hintergründe, klassische Vertreter und Vertreterinnen des Fachs, Forschungsprogramme sowie wissenschaftshistorische Kontroversen. Von den Subdisziplinen sind verbindlich die Allgemeine, Sozial-, Persönlichkeits- und Entwicklungspsychologie sowie die Klinische und Wirtschaftspsychologie.
Dabei ist jeder konkrete fachliche Inhalt sowohl einer psychologischen Disziplin als auch einer Sichtweise (Hauptströmung bzw. Paradigma) zugeordnet.